# Hôtel de la Païva
Ne pas confondre avec l'Hôtel de la Païva, place Saint-Georges à Paris
L'hôtel de la Païva est un hôtel particulier parisien construit entre 1856 et 1865 au 25, avenue des Champs-Élysées par la Païva, née Esther Lachman (1819-1884), aventurière russe d'origine polonaise très modeste, devenue marquise portugaise, puis comtesse prussienne. Elle y donnait des fêtes restées célèbres.

En 1903, l’ancienne demeure luxueuse devient le siège du Travellers Club, un gentlemen's club fondé la même année ; le club acquiert l’hôtel en 1923 et en est toujours propriétaire. L'hôtel de la Païva a été classé au titre des monuments historiques en 1980.

## Histoire
Épouse du comte prussien Henckel von Donnersmarck, multimillionnaire et cousin de Bismarck, elle put réaliser son rêve de construire un somptueux hôtel avenue des Champs-Élysées. Selon la légende, pendant sa jeunesse difficile, cette rousse flamboyante avait été poussée hors de la voiture par un client pressé (son amant) et s'était légèrement blessée. Elle se serait alors promis de faire construire « la plus belle maison de Paris » en face du lieu où elle était tombée.
La Païva fit appel à l'architecte Pierre Manguin pour construire l'hôtel dans le style de la renaissance italienne avec un jardin suspendu. Son coût de 10 millions de francs or défraya alors la chronique comme la durée des travaux, près de dix ans.
À partir de 1866, la comtesse, pourtant exclue des salons aristocratiques du fait de son parcours singulier, y reçut des gens célèbres : les Goncourt, Théophile Gautier, Gambetta, Renan, Taine, Émile de Girardin...
Vers 1868, elle entreprend, avec le comte Henckel von Donnersmarck, de faire construire en Silésie, par l'architecte parisien Hector Lefuel, une vaste demeure, le château de Neudeck, à l'architecture et au décor intérieur similaires à ceux de son hôtel parisien, mais dans des proportions beaucoup plus vastes. Cette demeure a été incendiée en 1945 et rasée en 1962.
En 1877, soupçonnée d'espionnage, elle quitte la France pour se retirer au château de Neudeck (aujourd'hui Świerklaniec, en Pologne), dont la construction venait de s'achever et où elle fait transférer une partie du mobilier de l'hôtel. Elle y meurt le 21 janvier 1884, âgée de soixante-cinq ans.
Son hôtel reste alors fermé pendant plusieurs années.
Devenu veuf, remarié avec Catherine von Slepzow (1862-1929), le comte Henckel von Donnersmarck vend l'hôtel en 1893 au banquier berlinois James Soloschin. Un ancien cuisinier du tsar, Pierre Cubat y installa un restaurant réputé dans lequel le Tout-Paris se retrouvait. Pour autant, en dépit de sa renommée, l'établissement ferme ses portes en 1898. Un projet d'installer la mairie du 8e arrondissement n'aura pas de suite.
Le Travellers Club s'y installe en 1903 et en fait l'acquisition en 1923,.

## Bâtiment et mobilier
Depuis 1903, le bâtiment conserve son grand escalier d'onyx jaune, sa salle de bains de style mauresque, ses sculptures, ses peintures et le plafond de Paul Baudry dans le grand salon. De même, subsiste la double entrée de la cour de l'hôtel avec une porte pour l'entrée des équipages et une autre pour leur sortie, leur évitant d'avoir à se croiser. En revanche, la cour de l'hôtel a été remplacée par des établissements commerciaux, guichet de change puis aujourd'hui restaurant.

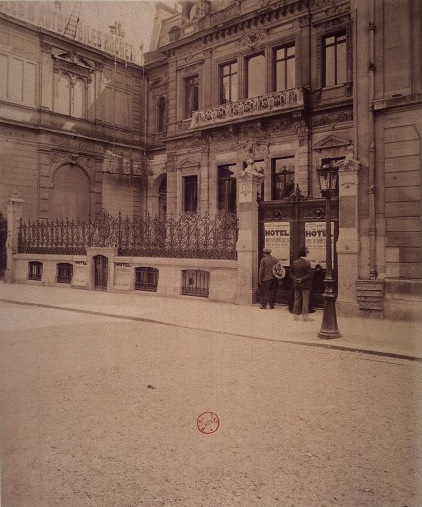
En 1901 par Eugène Atget.
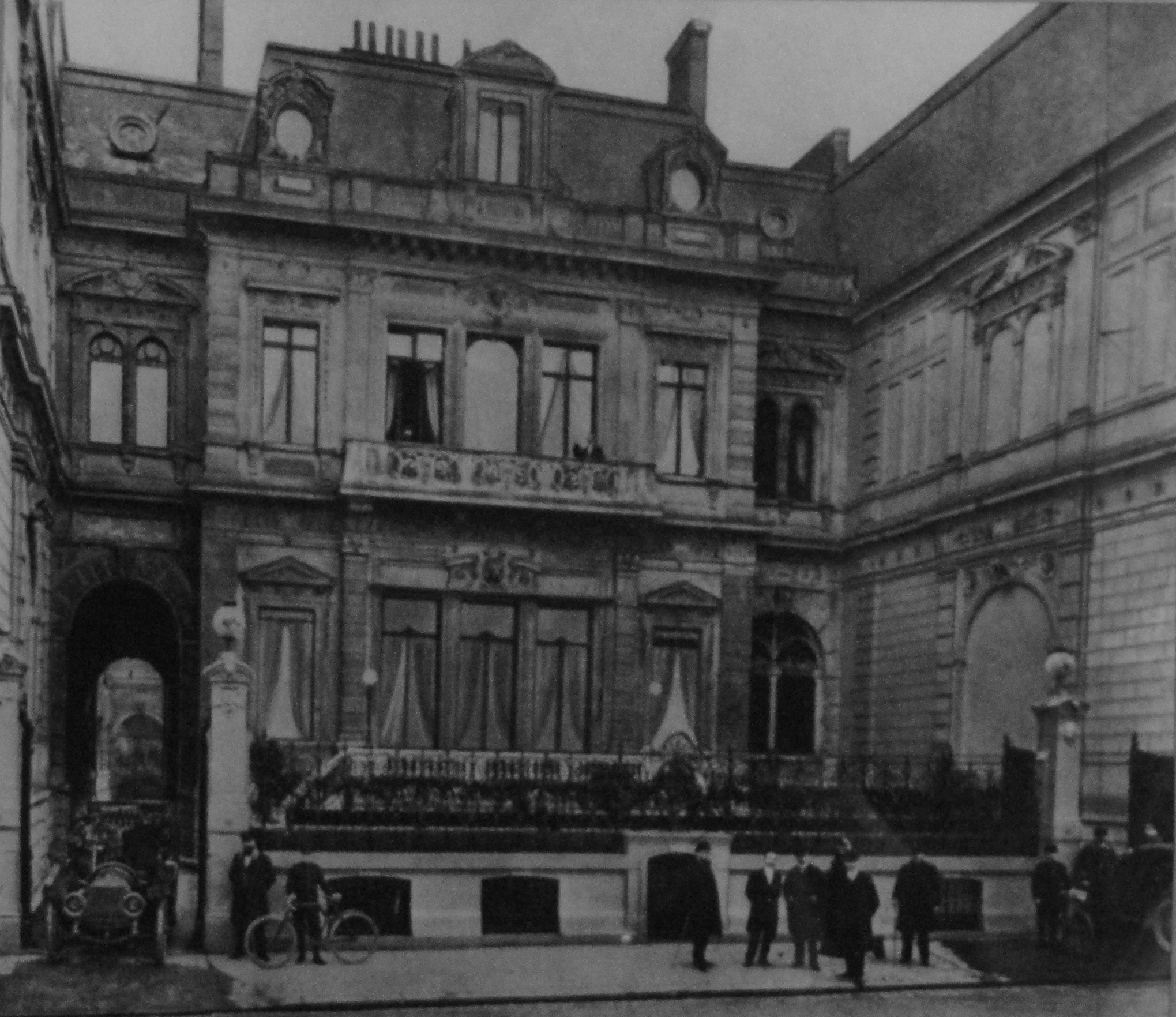
L'hôtel vers 1900, vu des Champs Élysées. Le passage couvert pour les attelages et les voitures a disparu, remplacé par un couloir fermé.
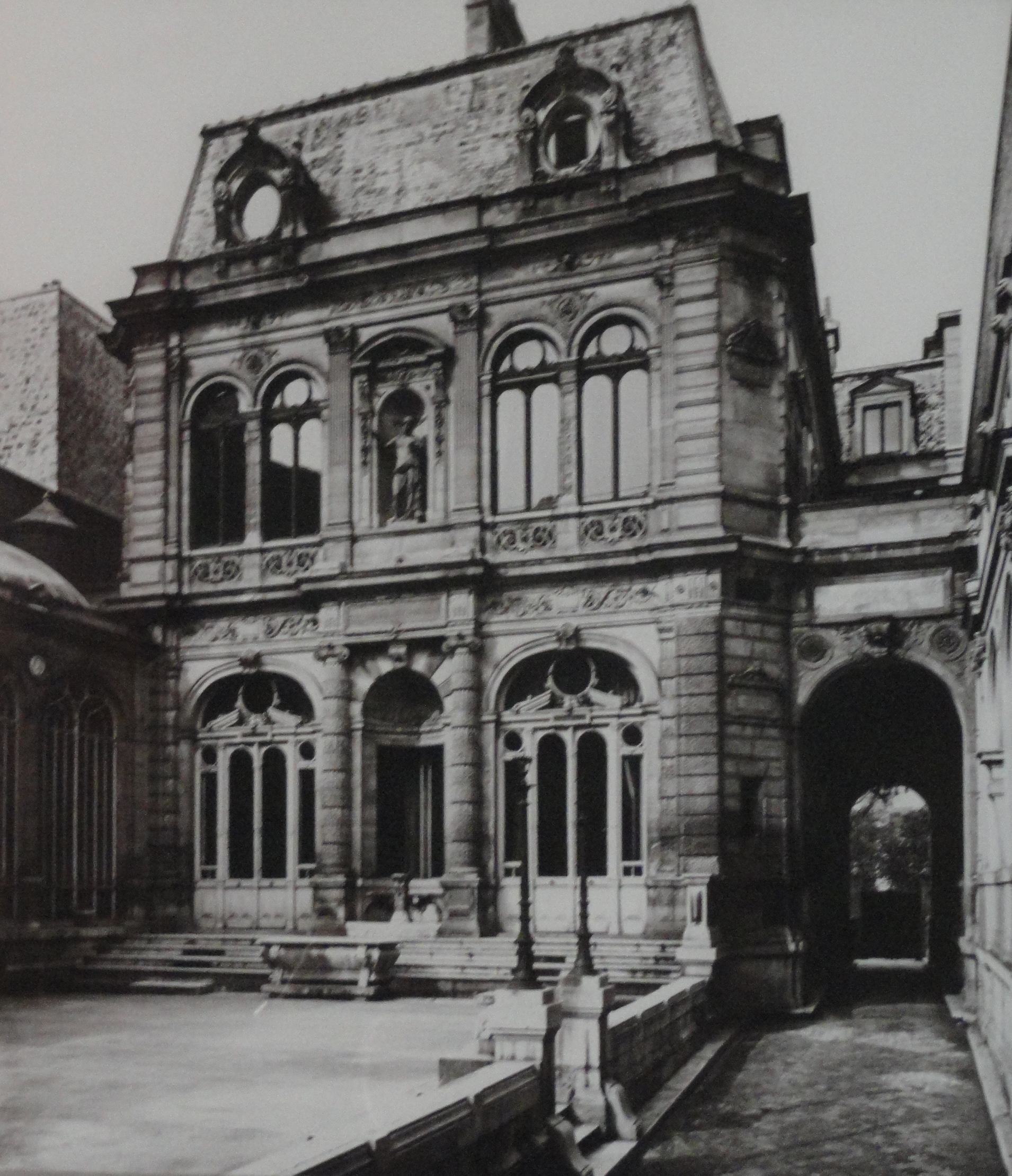
L'hôtel vers 1900, vu de l'arrière avec le passage couvert pour les attelages et les voitures.
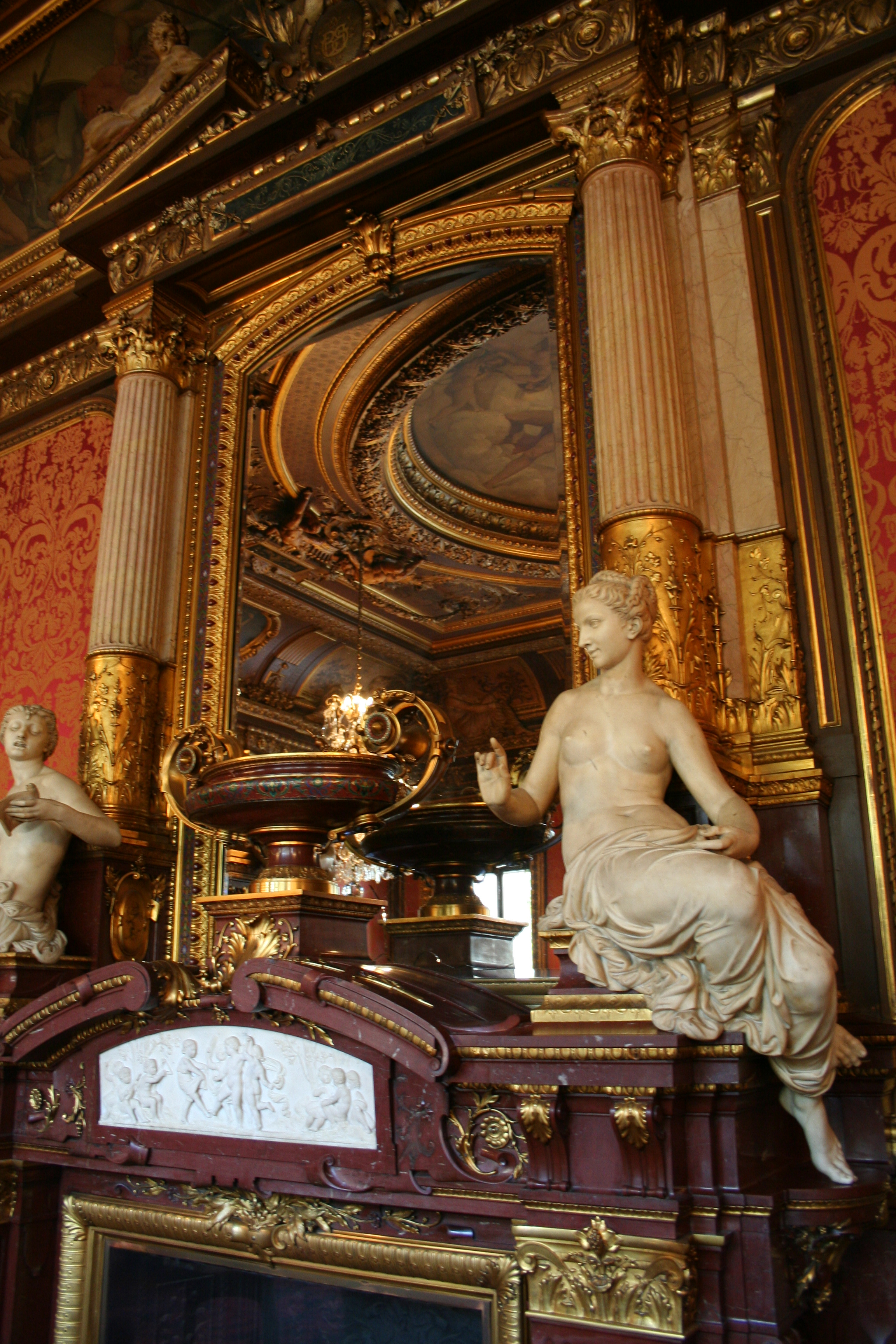
Hôtel de la Païva.
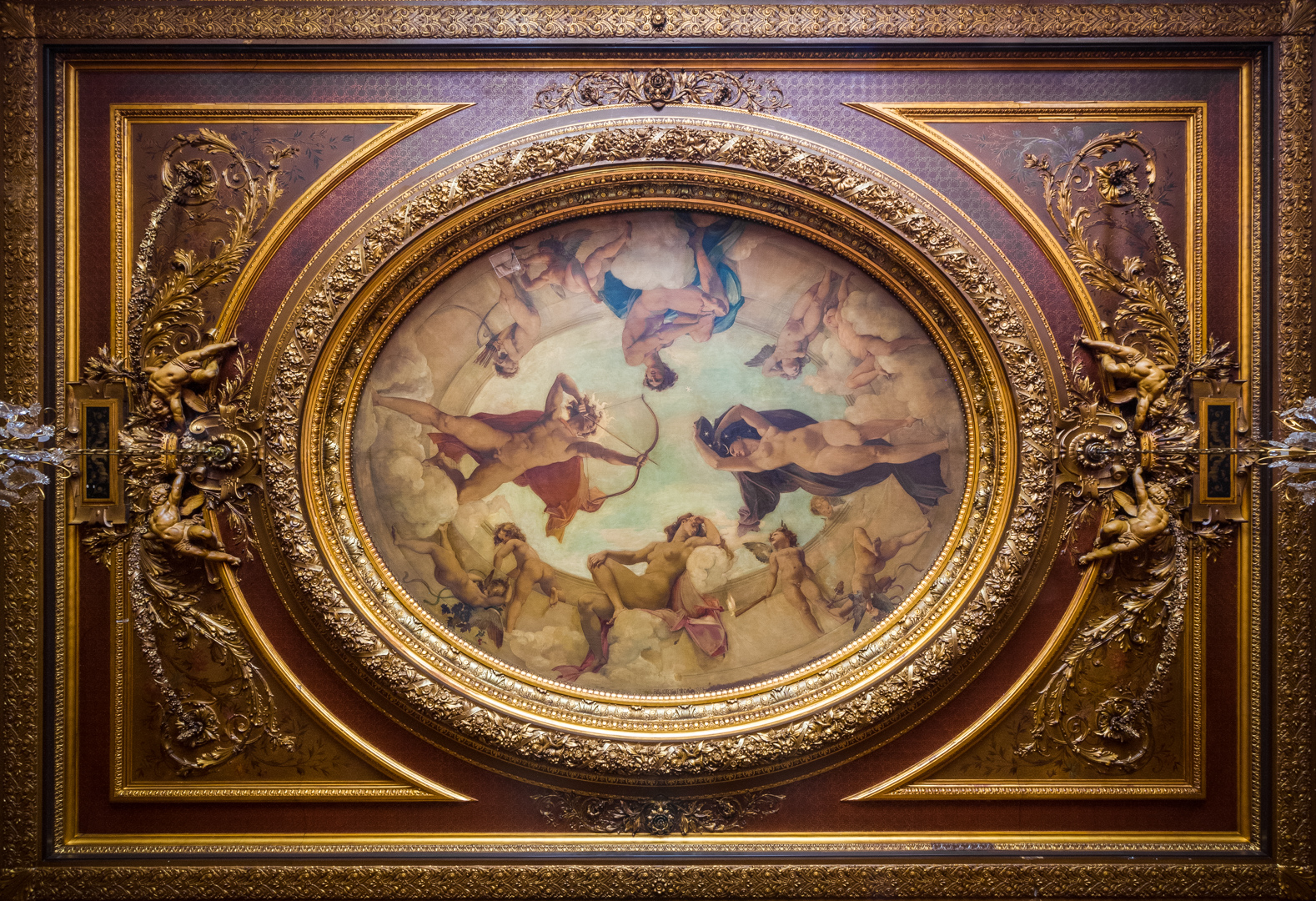
Le Jour pourchassant la Nuit par Paul Baudry.
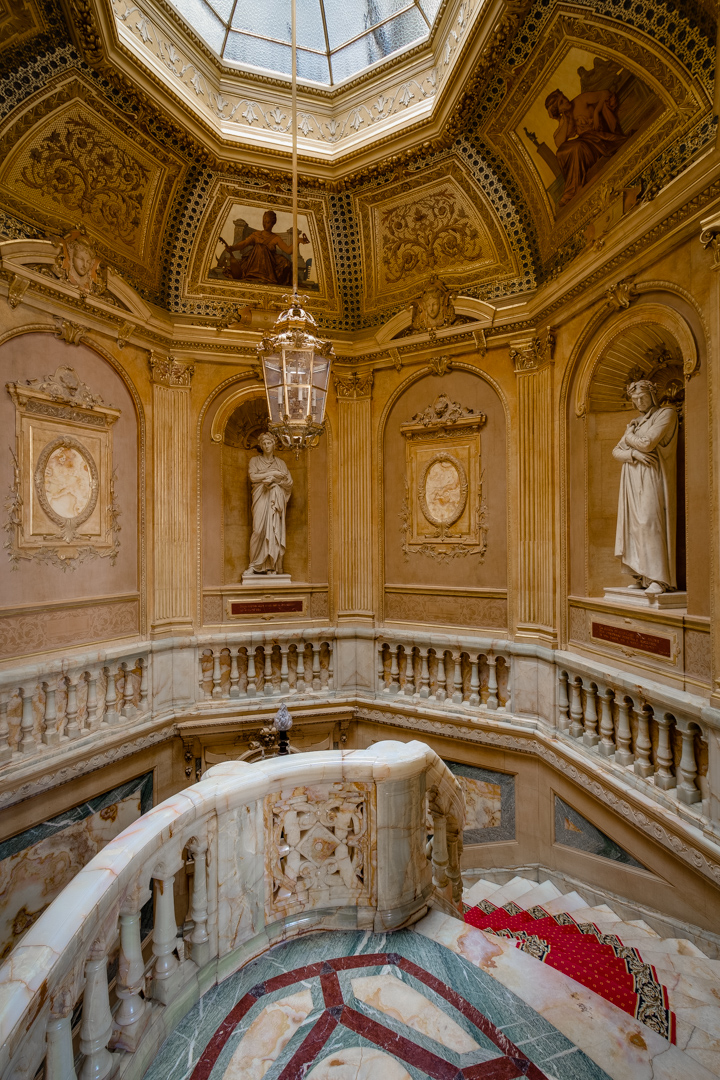
L'escalier en Onyx.
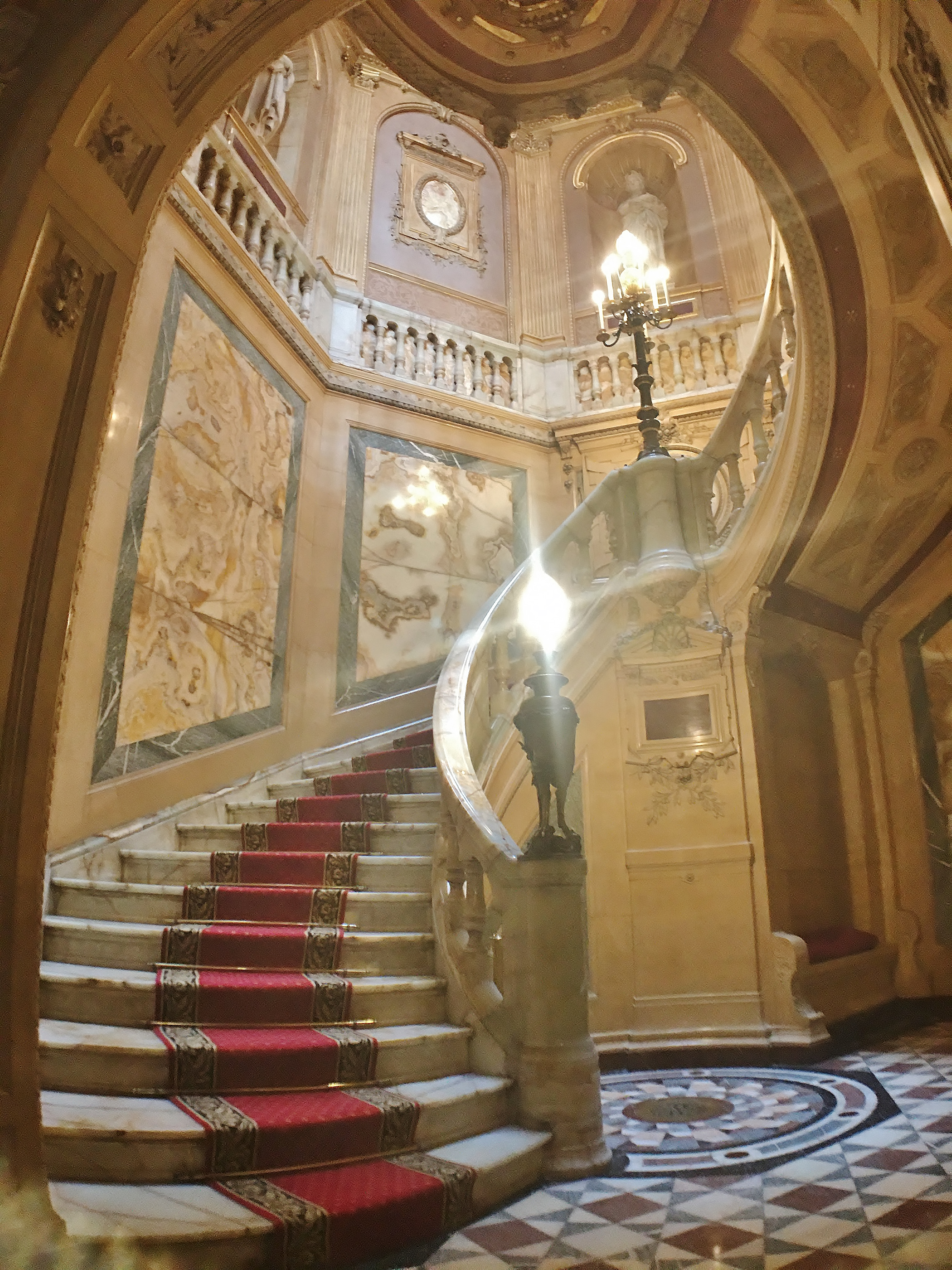
L'escalier en Onyx.
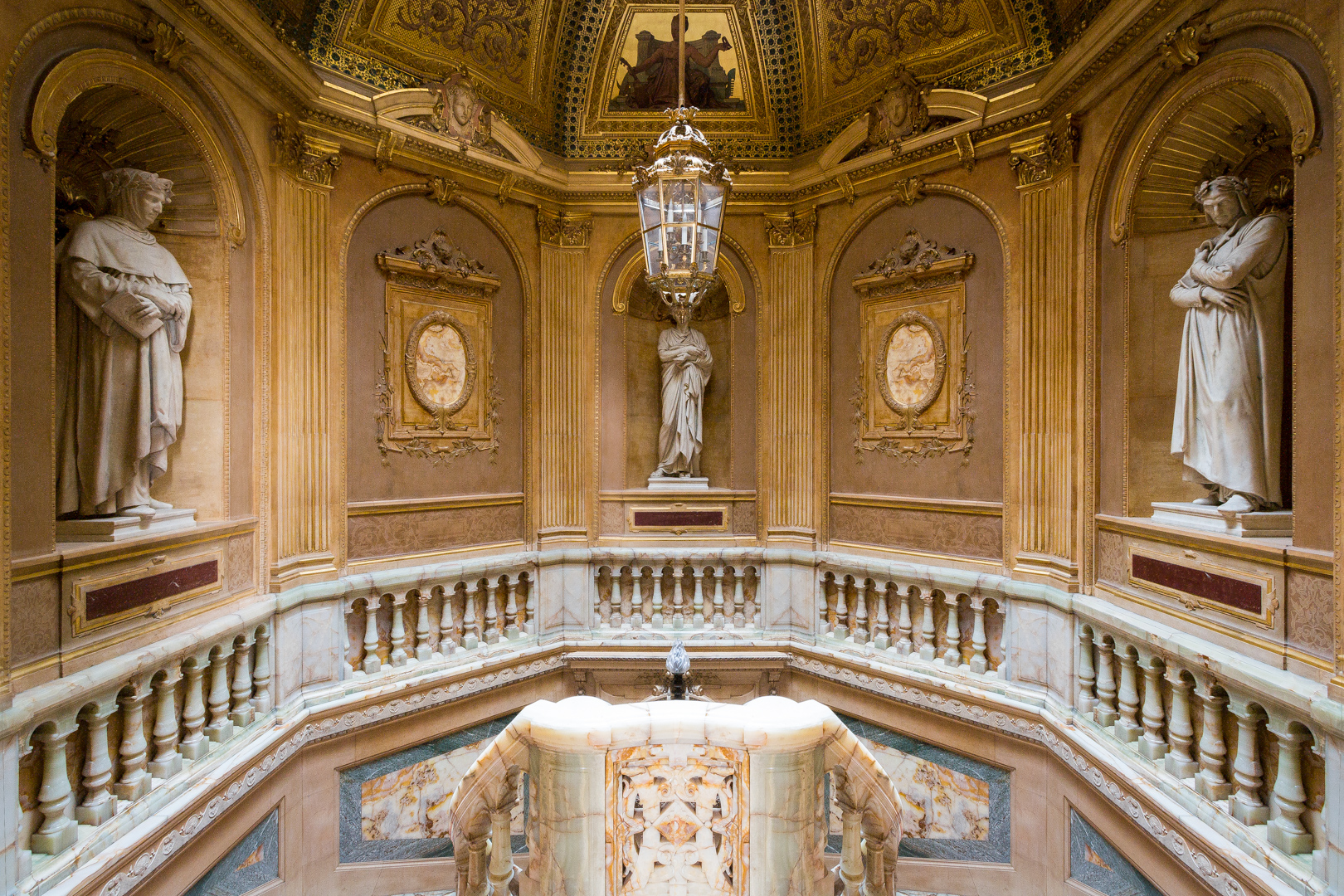
Trois statues : Dante, Virgile, Pétrarque, escalier du vestibule d'entrée, partie supérieure
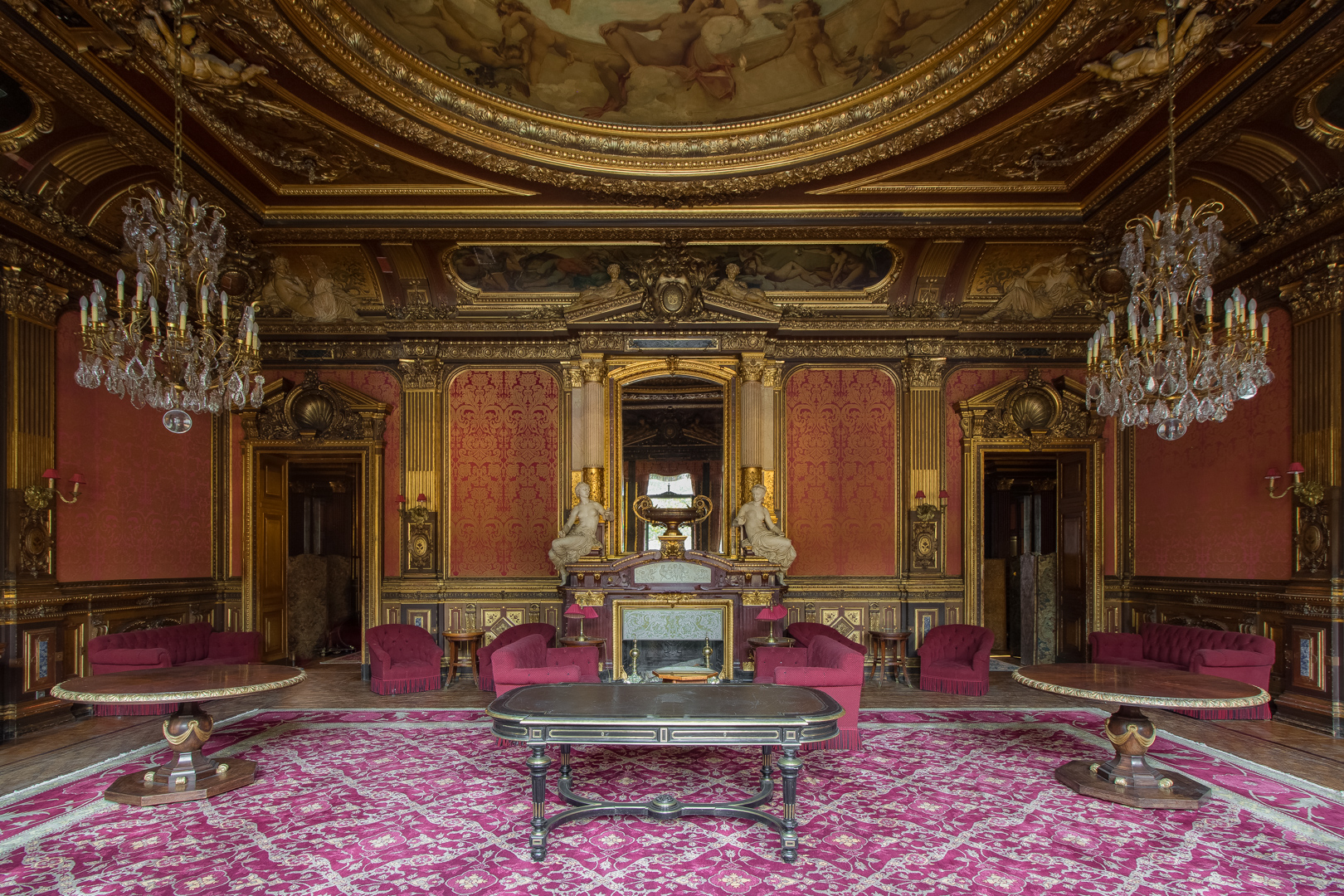
Grand Salon décoré par Paul Baudry et Eugène Delaplanche.
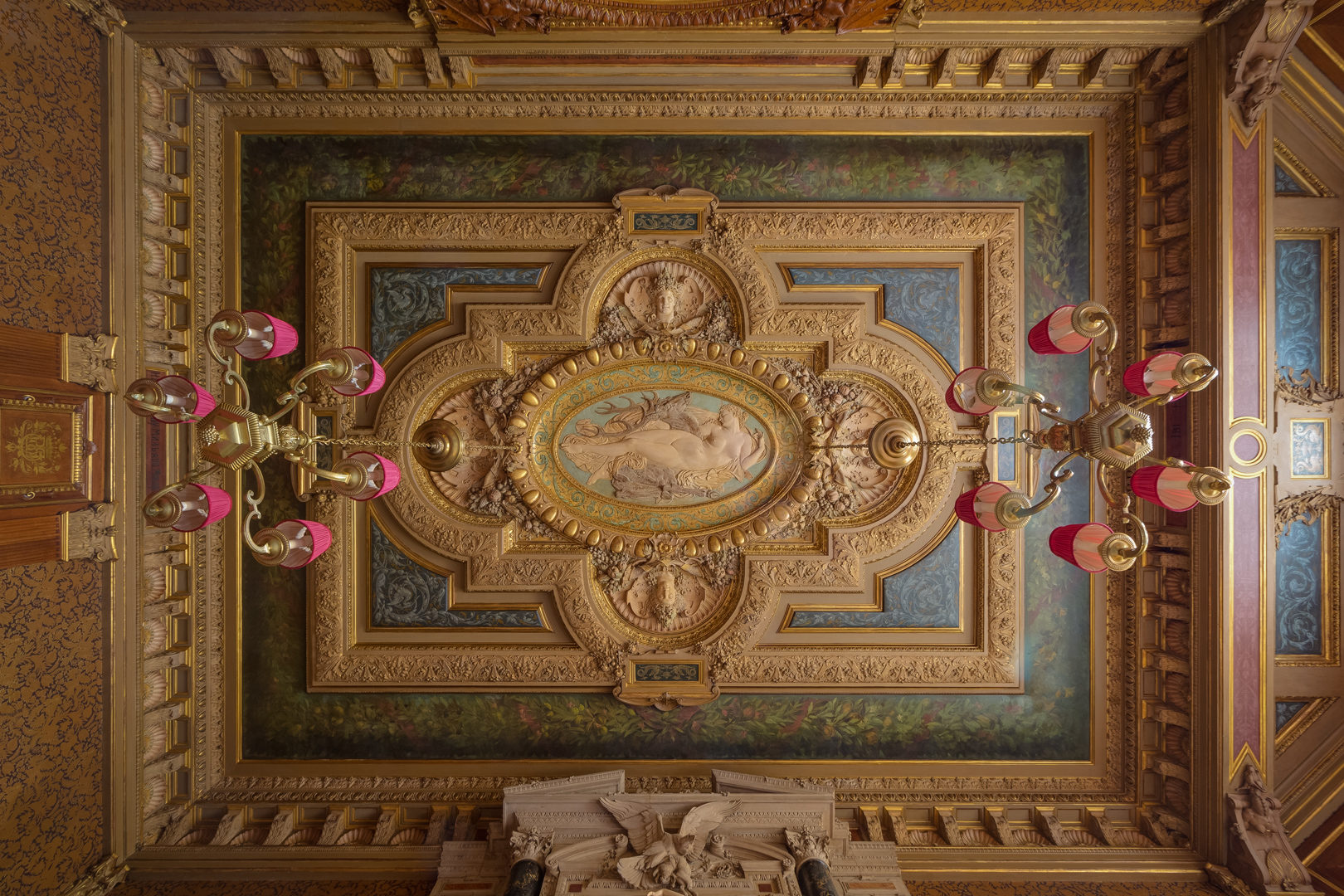
Bas-relief au centre du plafond de la salle à manger, reproduction de : Diane couchée sur un cerf, par Jules Dalou.
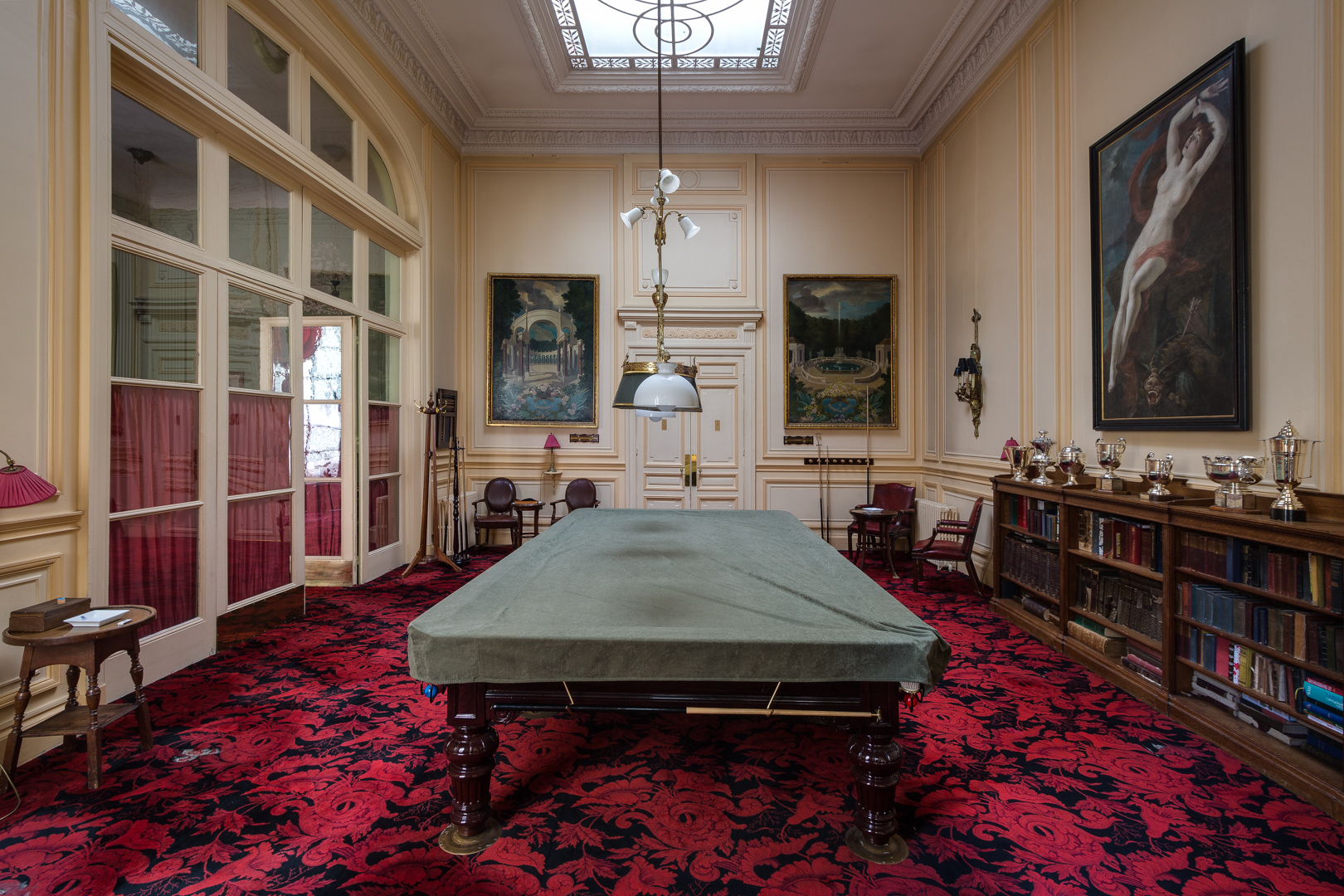
Salle de détente avec son billard et ses tables de jeux.
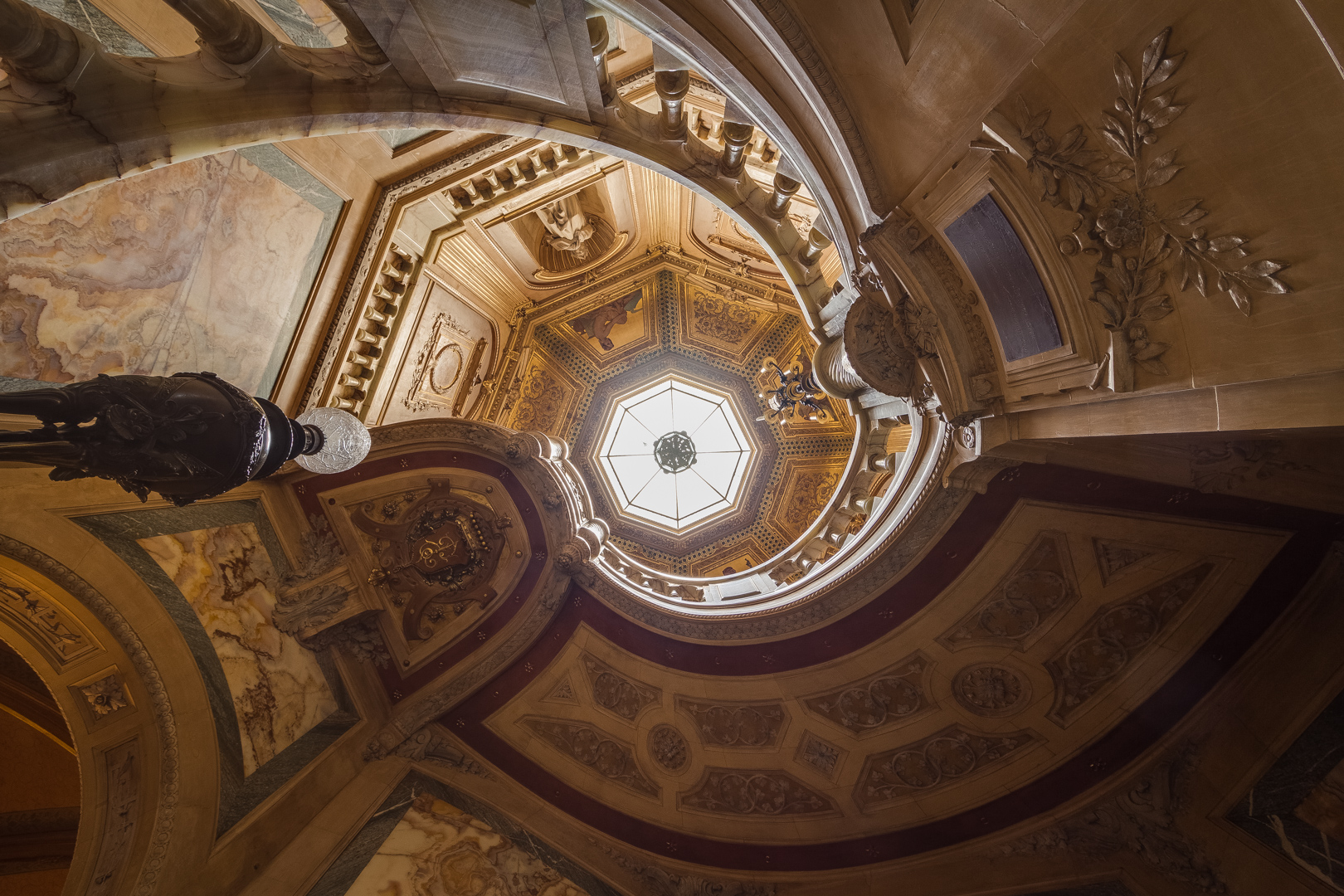
Peintures murales allégoriques représentant : Rome, Florence, Venise, Naples, escalier du vestibule d'entrée.
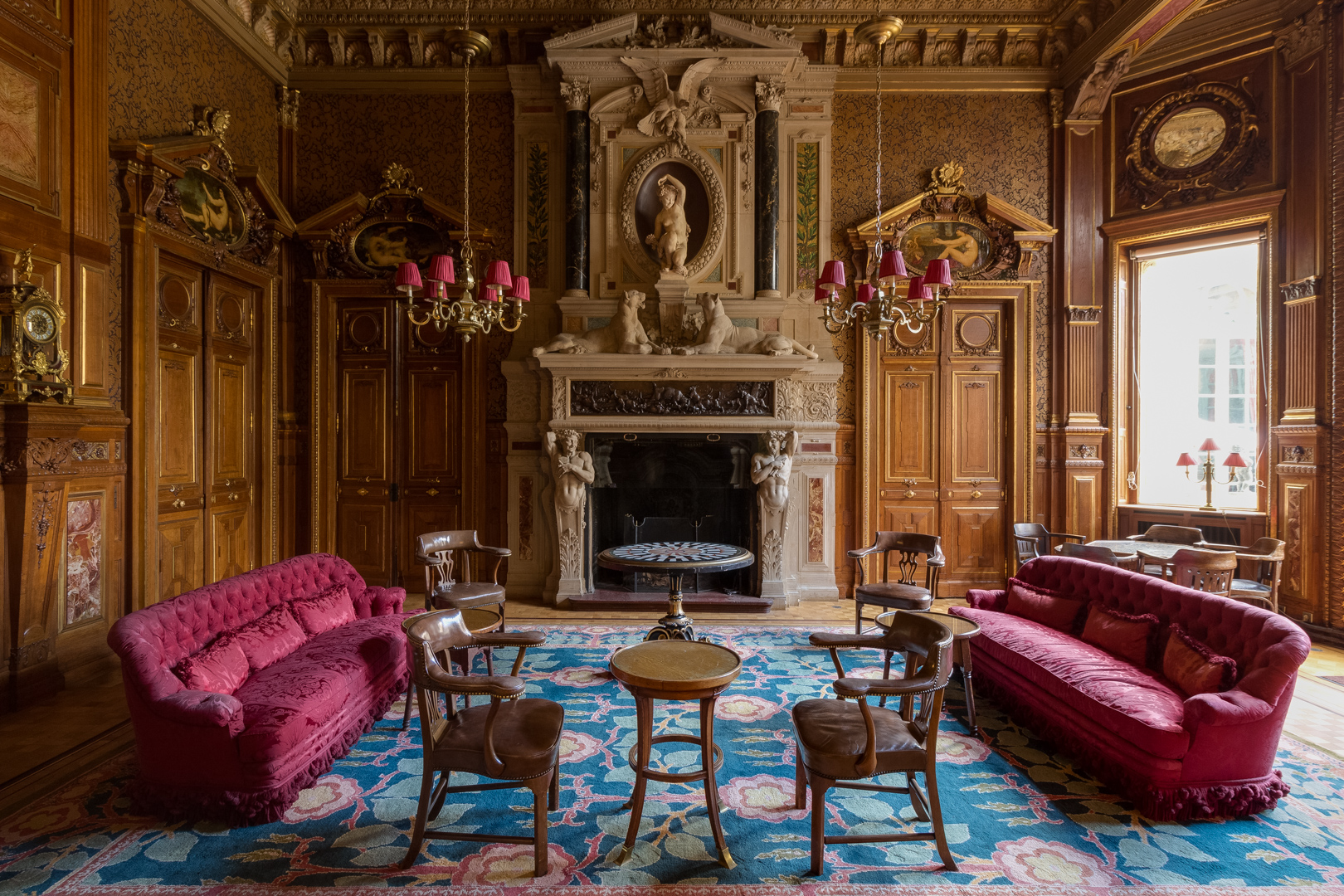
Salle à manger à gauche de l'escalier du vestibule d'entrée.

Dans la réalisation du projet, l'architecte Manguin s'est entouré des sculpteurs Louis-Ernest Barrias, Léon Cugnot, Eugène Delaplanche, Eugène Legrain, Albert-Ernest Carrier-Belleuse et Jules Dalou. La Païva aurait servi de modèles à plusieurs œuvres, notamment pour la peinture du plafond « Le Jour pourchassant la Nuit » et plusieurs sculptures à l'extérieur comme à l'intérieur de l'hôtel.
L'hôtel est notamment célèbre pour son escalier en onyx jaune avec ses formes contournées, son lampadaire de bronze monumental, ses statues en marbre grandeur nature (statues de Dante, Pétrarque et Virgile, datée de 1865 et réalisée par Barrias), et au sommet dans quatre médaillons, des figurines peintes de Rome, Florence, Venise et Naples. Ce matériau rare, appelé « marbre onyx d'Algérie » provenait d'une carrière romaine redécouverte en 1849 près d'Oran par un marbrier de Carrare. Essentiellement utilisé à l'époque Napoléon III au bénéfice des constructions les plus prestigieuses, il a connu un grand succès lors de l'Exposition universelle de 1867.
L'hôtel de la Païva est aussi connu pour sa salle de bains mauresque ornée de carreaux de faïence de Théodore Deck où trône une baignoire très particulière (coffre en onyx blanc recouvrant une cuve en bronze argenté et ciselé, avec des robinets de bronze doré incrustés de six énormes turquoises, œuvre de Beboutoff) sauvée par miracle de la destruction. De style Napoléon III, sculptée par Donnadieu, marbrier à Paris, dans un bloc d'onyx comme l'escalier (1,85 m - 900 kg), la cuve est tapissée de bronze argenté tandis que trois robinets prévoient de verser, outre de l'eau, divers liquides exotiques. La marquise, dit-on, y prenait des bains de lait, tilleul et même de champagne,.
Le grand salon donne sur l'avenue des Champs-Élysées. Il était garni de quatre magnifiques consoles d'un même modèle qui étaient placées symétriquement aux fenêtres et à la cheminée : dessus en marbre rouge, onyx et albâtre, piétement en forme d'atlantes en bronze doré et patiné par Jules Dalou (aujourd'hui au musée d'Orsay et aux Arts décoratifs à Paris). Sur le mur au-dessus de l'une de ces consoles, Antoine et Cléopatre de Lévy. De l'autre, figures de marbre par Eugène Delaplanche représentant "L'Harmonie" et "La Musique" assises en équilibre sur le manteau de la cheminée
Dans la chambre à coucher, la splendide cheminée encadrée par deux nymphes en bronze doré, possède un entourage de cheminée en malachite (seul exemple d'entourage de cheminée en malachite, connu à Paris). Celle-ci est devenue le restaurant du cercle, la pièce a conservé son plafond oriental et la couronne de marquise qui surmontait le lit.
Un spectaculaire lit « en forme de conque en acajou de Cuba, la partie supérieure ornée d'une sirène, flanqué de cygnes reposant sur des ondes » (vers 1860- 1800) lui ayant appartenu et qui fut vendu à Paris le 30 octobre 1946 et exposé à Turin en 1992, figura à une vente aux enchères publiques Artcurial à Paris le 19 décembre 2006.
Le jardin d'hiver formait une extension sur l'arrière, aujourd'hui disparue. Les écuries pouvaient abriter neuf chevaux et six voitures à cheval.

### Anecdote
Pendant la construction, les petits journaux annonçaient l’état des travaux et s'interrogeaient sur leur bonne marche, tel le journaliste chroniqueur Aurélien Scholl, revenant des Champs-Élysées. On lui demanda s’il était passé devant l’hôtel en construction de Mme de Païva : « Où en sont les travaux ? - Ça va, répondit Scholl. Le principal est fait. On a posé le trottoir ! »[réf. nécessaire].
Lors du chantier qui dura dix ans, les Parisiens « s'entretinrent de l'Hôtel de la Païva » en voyant émerger à profusion ses plafonds peints, ses mosaïques, ses marbres. Le bâtiment enfin réceptionné en 1866, le Comte de Donnersmarck lorsqu'il « reçut la note à solder (...) put s'écrier, sans qu'on puisse en vérité le taxer de ladrerie : "cela aura coûté bien cher !" » (A. de Fouquières)[réf. nécessaire].